# Dyskografia Pink Floyd
Dyskografia angielskiej grupy Pink Floyd.

## Albumy

### Albumy studyjne
| 1967                           | The Piper at the Gates of Dawn - Data: 4 sierpnia 1967 - Wydawca: Columbia    | 131 | 6 | 15 | 48 | 46 | 87 | –   | – | –  | – | 43 | - UK: srebrna płyta |
| 1968                           | A Saucerful of Secrets - Data: 28 czerwca 1968 - Wydawca: Columbia            | –   | 9 | 10 | –  | –  | –  | –   | – | –  | – | –  | - UK: srebrna płyta |
| 1969                           | Music from the Film More - Data: 13 czerwca 1969 - Wydawca: Harvest, Columbia | 153 | 9 | 2  | –  | 4  | –  | –   | – | –  | – | –  | |
| 1969                           | Ummagumma - Data: 7 listopada 1969 - Wydawca: Harvest, Columbia               | 74  | 5 | 10 | 25 | 5  | –  | –   | – | –  | – | –  | - USA: platynowa płyta - FRA: złota płyta - UK: srebrna płyta                                                           |
| 1970                           | Atom Heart Mother - Data: 2 października 1970 - Wydawca: Harvest, EMI         | 55  | 1 | 11 | 8  | 5  | 81 | 105 | – | –  | – | –  | - USA: złota płyta - UK: złota płyta                                                                                    |
| 1971                           | Meddle - Data: 5 listopada 1971 - Wydawca: Harvest, EMI                       | 70  | 3 | 7  | 11 | 2  | 76 | 114 | – | –  | – | –  | - USA: 2x platynowa płyta - FRA: 2x złota płyta - UK: złota płyta                                                       |
| 1972                           | Obscured by Clouds - Data: 2 czerwca 1972 - Wydawca: Harvest, EMI             | 46  | 6 | 1  | 19 | 3  | –  | –   | – | –  | – | –  | - USA: złota płyta - UK: srebrna płyta                                                                                  |
| 1973                           | The Dark Side of the Moon - Data: 23 marca 1973 - Wydawca: Harvest, EMI       | 1   | 1 | 1  | 3  | 2  | 8  | 246 | 1 | 11 | 1 | 15 | - USA: diamentowa płyta - UK: 9x platynowa płyta - FRA: platynowa płyta - POL: platynowa płyta                          |
| 1975                           | Wish You Were Here - Data: 12 września 1975 - Wydawca: Harvest, EMI           | 1   | 1 | 1  | 4  | 2  | 15 | –   | 1 | –  | 2 | 14 | - FRA: platynowa płyta - USA: 6x platynowa płyta - UK: 2x platynowa płyta - POL: platynowa płyta                        |
| 1977                           | Animals - Data: 21 stycznia 1977 - Wydawca: Harvest, EMI                      | 3   | 2 | 1  | 1  | 1  | 76 | 169 | 1 | –  | 2 | 3  | - USA: 4x platynowa płyta - FRA: platynowa płyta - UK: srebrna płyta - POL: złota płyta                                 |
| 1979                           | The Wall - Data: 30 listopada 1979 - Wydawca: Harvest, EMI                    | 1   | 3 | 1  | 1  | 1  | 8  | 32  | 1 | 20 | 1 | 1  | - USA: 2x diamentowa płyta - FRA: diamentowa płyta - UK: 2x platynowa płyta - POL: platynowa płyta                      |
| 1983                           | The Final Cut - Data: 21 marca 1983 - Wydawca: Harvest, EMI                   | 6   | 1 | 1  | 1  | 2  | –  | 228 | 1 | –  | 3 | 1  | - USA: 2x platynowa płyta - UK: złota płyta - FRA: złota płyta                                                          |
| 1987                           | A Momentary Lapse of Reason - Data: 7 września 1987 - Wydawca: EMI, Columbia  | 3   | 3 | 4  | 2  | 2  | 2  | 101 | 1 | 47 | 3 | 3  | - USA: 4x platynowa płyta - UK: złota płyta - FRA: platynowa płyta - POL: złota płyta                                   |
| 1994                           | The Division Bell - Data: 28 marca 1994 - Wydawca: EMI, Columbia              | 1   | 1 | 1  | 1  | 1  | 1  | 7   | 1 | 1  | 1 | 1  | - USA: 3x platynowa płyta - UK: 2x platynowa płyta - FRA: 2x platynowa płyta - POL: złota płyta                         |
| 2014                           | The Endless River - Data: 10 listopada 2014 - Wydawca: Parlophone, Columbia   | 3   | 1 | 1  | 1  | 1  | 1  | 7   | 1 | 3  | 3 | 1  | - USA: złota płyta - UK: złota płyta - NZL: złota płyta - FRA: złota płyta - POL: 3x platynowa płyta - AUS: złota płyta |
| "–" pozycja nie była notowana. |                                                                               |     |   |    |    |    |    |     |   |    |   |    | |

### Albumy koncertowe
| 1988                           | Delicate Sound of Thunder - Data: 21 listopada 1988 - Wydawca: EMI, Columbia                     | 11 | 11 | 10 | 9 | 20 | 4 | 130 | 4 | 4 | 15 | –  | - USA: platynowa płyta - UK: złota płyta - FRA: 2x złota płyta                                |
| 1995                           | P•U•L•S•E - Data: 5 czerwca 1995 - Wydawca: EMI, Columbia                                        | 1  | 1  | 3  | 1 | 1  | 1 | 132 | 1 | 1 | 1  | 2  | - USA: 2x platynowa płyta - UK: platynowa płyta - FRA: platynowa płyta - POL: platynowa płyta |
| 2000                           | Is There Anybody Out There? The Wall Live 1980-81 - Data: 27 marca 2000 - Wydawca: EMI, Columbia | 9  | 15 | 8  | 3 | 4  | 3 | 55  | 4 | – | 3  | 50 | - USA: platynowa płyta - UK: złota płyta                                                      |
| "–" pozycja nie była notowana. |                                                                                                  |    |    |    |   |    |   |     |   |   |    |    |                                                                                               |

### Albumy kompilacyjne
| Rok  | Tytuł                                | Pozycja           | Pozycja         | Status w Stanach Zjednoczonych | Status w Wielkiej Brytanii |
| Rok  | Tytuł                                | Stany Zjednoczone | Wielka Brytania | Status w Stanach Zjednoczonych | Status w Wielkiej Brytanii |
| ---- | ------------------------------------ | ----------------- | --------------- | ------------------------------ | -------------------------- |
| 1971 | Relics                               | 152               | 34              |                                |                            |
| 1973 | A Nice Pair                          | 36                | —               | Złoto                          |                            |
| 1981 | A Collection of Great Dance Songs    | 31                | 37              | 2× Platyna                     | Złoto                      |
| 1983 | Works                                | 68                | —               |                                |                            |
| 1992 | Shine On                             | —                 | —               | Platyna                        |                            |
| 2001 | Echoes: The Best of Pink Floyd       | 2                 | 2               | 4× Platyna                     | 2× Platyna                 |
| 2007 | Oh, by the Way                       | —                 | —               |                                |                            |
| 2011 | A Foot in the Door                   | —                 | —               |                                |                            |
| 2016 | The Early Years 1967–1972: Cre/ation | 103               | 19              |                                |                            |

## Single
| Rok  | Singel                                        | Pozycja                     | Pozycja                  | Pozycja         | Album                                             | B-side                                                    |
| Rok  | Singel                                        | Stany Zjednoczone (Hot 100) | Stany Zjednoczone (Main) | Wielka Brytania | Album                                             | B-side                                                    |
| ---- | --------------------------------------------- | --------------------------- | ------------------------ | --------------- | ------------------------------------------------- | --------------------------------------------------------- |
| 1967 | "Arnold Layne"                                | –                           | –                        | 20              | The Early Singles                                 | "Candy and a Currant Bun"                                 |
| 1967 | "Flaming"                                     | –                           | –                        | –               | The Piper at the Gates of Dawn                    | "The Gnome"                                               |
| 1967 | "See Emily Play"                              | 134                         | –                        | 6               | The Early Singles                                 | "The Scarecrow"                                           |
| 1967 | "Apples and Oranges"                          | –                           | –                        | –               | The Early Singles                                 | "Paint Box"                                               |
| 1968 | "It Would Be So Nice"                         | –                           | –                        | –               | The Early Singles                                 | "Julia Dream"                                             |
| 1968 | "Let There Be More Light"                     | –                           | –                        | –               | A Saucerful of Secrets                            | "Remember a Day"                                          |
| 1968 | "Point Me at the Sky"                         | –                           | –                        | –               | The Early Singles                                 | "Careful with That Axe, Eugene"                           |
| 1969 | "The Nile Song"                               | –                           | –                        | –               | Music from the Film More                          | "Ibiza Bar"                                               |
| 1971 | "One of These Days"                           | –                           | –                        | –               | Meddle                                            | "Fearless"                                                |
| 1972 | "Free Four"                                   | 46                          | –                        | –               | Obscured by Clouds                                | "Stay"                                                    |
| 1973 | "Money"                                       | 8                           | –                        | 13              | The Dark Side of the Moon                         | "Any Colour You Like"                                     |
| 1973 | "Us and Them"/"Time" (podwójne A-side)        | 75                          | –                        | 101             | The Dark Side of the Moon                         | –                                                         |
| 1975 | "Have a Cigar" feat. Roy Harper               | –                           | –                        | –               | Wish You Were Here                                | "Welcome to the Machine"                                  |
| 1979 | "Another Brick in the Wall, Part II"*         | 1                           | 1                        | 1               | The Wall                                          | "One of My Turns"                                         |
| 1980 | "Comfortably Numb"                            | –                           | –                        | –               | The Wall                                          | "Hey You"                                                 |
| 1980 | "Run Like Hell"                               | 53                          | –                        | –               | The Wall                                          | "Don’t Leave Me Now"                                      |
| 1982 | "When the Tigers Broke Free"                  | –                           | –                        | 39              | The Final Cut (wyłącznie na reedycji z 2004 roku) | "Bring the Boys Back Home"                                |
| 1983 | "Not Now John"                                | –                           | 6                        | 30              | The Final Cut                                     | "The Hero’s Return"                                       |
| 1983 | "Your Possible Pasts"                         | –                           | 8                        | –               | The Final Cut                                     | –                                                         |
| 1987 | "Learning to Fly"                             | 70                          | 1                        | 7               | A Momentary Lapse of Reason                       | "Terminal Frost"                                          |
| 1987 | "On the Turning Away"                         | –                           | 1                        | 55              | A Momentary Lapse of Reason                       | "Run Like Hell" (na żywo)                                 |
| 1988 | "The Dogs of War"                             | –                           | 30                       | –               | A Momentary Lapse of Reason                       | radio                                                     |
| 1988 | "One Slip"                                    | –                           | 5                        | 50              | A Momentary Lapse of Reason                       | "Terminal Frost", "The Dogs of War" (na żywo)             |
| 1988 | "Time" (na żywo)                              | –                           | 34                       | –               | Delicate Sound of Thunder                         | radio                                                     |
| 1988 | "Comfortably Numb" (na żywo)                  | –                           | 24                       | –               | Delicate Sound of Thunder                         | radio                                                     |
| 1994 | "Keep Talking"                                | –                           | 1                        | 26              | The Division Bell                                 | "Take It Back"                                            |
| 1994 | "Lost for Words"                              | –                           | 21                       | –               | The Division Bell                                 | radio                                                     |
| 1994 | "Take It Back"                                | 73                          | 1                        | 23              | The Division Bell                                 | "Astronomy Domine" (na żywo)                              |
| 1994 | "What Do You Want from Me?"                   | –                           | 16                       | –               | The Division Bell                                 | radio                                                     |
| 1994 | "High Hopes"/"Keep Talking" (podwójne A-side) | –                           | 7                        | 26              | The Division Bell                                 | "One of These Days" (na żywo)                             |
| 1995 | "What Do You Want from Me" (na żywo)          | –                           | 13                       | –               | P•U•L•S•E                                         | radio                                                     |
| 1995 | "Wish You Were Here" (na żywo)                | –                           | –                        | –               | P•U•L•S•E                                         | "Coming Back to Life" (na żywo), "Keep Talking" (na żywo) |
| 2000 | "Young Lust" (na żywo)                        | –                           | 15                       | –               | Is There Anybody Out There? The Wall Live 1980-81 | radio                                                     |
| 2014 | "Louder than Words"                           | –                           | –                        | –               | The Endless River                                 | radio                                                     |
| 2022 | "Hey, Hey, Rise Up!"                          | –                           | –                        | –               |                                                   |                                                           |

Całkowita sprzedaż na świecie wyniosła ponad 2 000 000 egzemplarzy.

## Wideografia

### Filmy
| Rok  | Tytuł                                   | Status RIAA |
| ---- | --------------------------------------- | ----------- |
| 1972 | Live at Pompeii                         | 2× Platyna  |
| 1982 | The Wall                                | Platyna     |
| 1989 | Delicate Sound of Thunder               | 3× Platyna  |
| 1992 | La Carrera Panamericana                 |             |
| 1995 | P•U•L•S•E VHS                           |             |
| 2003 | The Making of The Dark Side of the Moon | 3× Platyna  |
| 2004 | Pink Floyd and Syd Barrett              |             |
| 2006 | P•U•L•S•E DVD                           | 8× Platyna  |

### Teledyski
| Rok  | Teledysk                             | Reżyser          |
| ---- | ------------------------------------ | ---------------- |
| 1967 | "Arnold Layne"                       | Derek Nice       |
| 1967 | "Apples and Oranges"                 |                  |
| 1967 | "Paint Box"                          |                  |
| 1968 | "Point Me at the Sky"                |                  |
| 1971 | "One of These Days"                  | Ian Eames        |
| 1973 | "Money"                              | Wayne Isham      |
| 1973 | "Brain Damage"                       | Caroline Wright  |
| 1975 | "Welcome to the Machine"             | Gerald Scarfe    |
| 1979 | "Another Brick in the Wall, Part II" | Gerald Scarfe    |
| 1982 | "Hey You"                            | Gerald Scarfe    |
| 1983 | "The Gunner's Dream"                 | Willie Christie  |
| 1983 | "The Final Cut"                      | Willie Christie  |
| 1983 | "Not Now John"                       | Willie Christie  |
| 1983 | "The Fletcher Memorial Home"         | Willie Christie  |
| 1987 | "Learning to Fly"                    | Storm Thorgerson |
| 1987 | "The Dogs Of War"                    | Storm Thorgerson |
| 1987 | "On the Turning Away"                | Lawrence Jordan  |
| 1988 | "One Slip"                           | Lawrence Jordan  |
| 1994 | "High Hopes"                         | Storm Thorgerson |
| 1994 | "Take It Back"                       | Marc Brickman    |
| 2014 | "Marooned"                           | Aubrey Powell    |
| 2014 | "Louder than Words"                  | Aubrey Powell    |
| 2014 | "Surfacing"                          | Aubrey Powell    |

## Inne wydania
Źródło.
- 1968 – The Committee (niewydany soundtrack filmu The Committee)
- 1968 – Tonite Let’s All Make Love In London (płyta z muzyką do filmu Petera Whiteheada, na której znalazł się podzielony na 3 części Interstellar overdrive)
- 1969 – Give Birth to a Smile
- 1969 – The Man and the Journey
- 1970 – The Best of the Pink Floyd (pierwsza kompilacja w dorobku zespołu)
- 1970 – Zabriskie Point (ścieżka dźwiękowa do filmu Zabriskie Point Michelangelo Antonioniego, na której znalazły się 3 utwory PF)
- 1970 – Picnic – A Breath Of Fresh Air (składanka firmy Harvest, na której pojawił się niepublikowany utwór Embryo)
- 1973 – A Nice Pair (albumy The Piper at the Gates of Dawn i A Saucerful of Secrets wydane razem)
- 1974 – Masters of Rock
- 1974 – Masters Of Rock, Vol. 1 (reedycja płyty The Best of the Pink Floyd ze zmienioną okładką)
- 1980 – The First XI (łączne wydanie wszystkich albumów do roku 1980, z pominięciem Relics)
- 1990 – Knebworth: The Album (zawiera Comfortably numb i Run like hell)
- 1990 – Tonite Let’s All Make Love In London (reedycja, z tym, że Interstellar overdrive zamieszczono w całości i dodano utwór niepublikowany Nick's boogie)
- 1990 – Tonite Let’s All Make Love In London – mini promotional album sampler (minialbum zawierający wyłącznie dwa nagrania Pink Floyd Interstellar overdrive i Nick’s boogie oraz wywiady)
- 1990 – The Pink Floyd – London ’66 (zawartość j.w., z tym, że bez wywiadów)
- 1994 – The Box 1975–1988 (łączne wydanie 6 albumów studyjnych od Wish You Were Here do A Momentary Lapse of Reason)
- 1995 – London ’66–’67 (sprzedaż międzynarodowa: 750 000 egzemplarzy)
- 1997 – Zabriskie Point (dwupłytowa reedycja, na której znalazły się kolejne 4 niepublikowane utwory PF)
- 1997 – 1967: The First Three Singles (płyta wydana dla uczczenia trzydziestolecia zespołu)
- 2000 – Is There Anybody Out There? The Wall Live 1980-81 (płyta koncertowa – zapis wykonania rock opery The Wall)
- 2003 – The Dark Side Of The Moon 30th Anniversary (rocznicowe wydanie The Dark Side of the Moon w sersji SACD z dźwiękiem Dolby Digital Surround 5.1)
- 2005 – London 1966/1967 (reedycja w formie digi-pack, zawierająca również teledyski)
- The Early Singles (dostępny na box secie Shine On)
- 2016 – The Early Years 1965–1972
- 2019 – The Later Years 1987–2019